# Павлова Надія Василівна
Павлова Надія Василівна (15 травня 1956, Чебоксари) — радянська і російська балерина, педагог. Кавалер орденом Пошани (1976). Народна артистка Чуваської АРСР (1980). Народна артистка СРСР (1984). Лауреат Премії Ленінського комсомолу (1975), всесоюзних і міжнародних конкурсів і фестивалів. Професор Російської академії театрального мистецтва.

## Біографія
У 7 років Надія Павлова почала займатися в хореографічному гуртку при Будинку піонерів. У 1966 році її помітила комісія Пермського хореографічного училища, що приїхала у Чебоксари в пошуках обдарованих дітей. Надії запропонували вчитися в Пермі. Сім років — з 2-го класу і до випуску — Надя Павлова вчилася у Людмили Павлівни Сахарової, в методиці якої московська і ленінградська школи класичного танцю з'єдналися з новими віяннями, що виникли наприкінці 1960-х років у гімнастиці, утворивши сплав спортивно-театрального танцю.
З другого класу Надія Павлова бере участь у концертах зі спеціальними номерами, поставленими для неї М. Газієвим — «Дівчинка і відлуння», «Маленька балерина», а також виконує всі існуючі дитячі партії у виставах театру опери та балету. У 1970 році під час гастролей Пермського театру в Москві особливу увагу рецензентів привертає Надія Павлова. У 15 років вона стала лауреатом першої премії Всесоюзного конкурсу балетмейстерів і артистів балету, а рік потому, в 1973-му, завойовує Гран-прі II Міжнародного конкурсу артистів балету в Москві. У ці роки Надія Павлова особливо часто гастролює країною і за кордоном, підкоряючи глядачів Італії, Японії, Китаю, Австрії, Німеччини, Франції та США легким диханням свого танцю.
Після закінчення училища в 1974 році — солістка Пермського театру опери і балету імені П. І. Чайковського. У перший же сезон їй доручають партії Жизелі (виконала її у віці 17 років) та Джульєтти.
У вересні 1975 року Надія Павлова — солістка Большого театру. Її постійним партнером протягом цього десятиліття залишається В'ячеслав Гордєєв. 17-річна Павлова станцювала в «Ромео і Джульєтті» (Н. Боярчіков) і «Жизелі» (за ред. Б. Щербиніна). Щодня займається в класі Асафа Мессерера і освоює ролі під керівництвом Марини Семенової.
З 1983 року в репертуарі Надії Павлової з'являються мініатюри М. Бежара і Д. Баланчина, опуси хореографів-сучасників. Її партнерами стають всі провідні солісти Большого театру: Олександр Богатирьов і Валерій Анісімов, а пізніше — Олексій Фадєєчев, Юрій Васюченко, Ірек Мухамедов. Закінчивши балетмейстерське відділення ГІТІСу як педагог-репетитор, вона проводить майстер-класи у Франції, Німеччині, Японії, Фінляндії.
З 1992 по 1994 рік Надія Павлова — художній керівник Театру балету Надії Павлової, а в 1995 році — Ренесанс-балету. Входила до складу журі міжнародних конкурсів артистів балету в Люксембурзі (1995) та Гонконгу (1996). У 1999 році Надія Павлова бере участь у відкритті Російського культурного центру у Вашингтоні, стає лауреатом фестивалю «Зірки світового балету» в Донецьку. Нині Надія Павлова продовжує виконувати класичну та сучасну хореографію, а також викладає в Російській академії театрального мистецтва. Живе в Москві.